# 洛克希·卡納賈拉吉
洛克希·卡納賈拉吉（英語：Lokesh Kanagaraj，/loʊkeɪʃ kʌnʌɡʌrɑːdʒ/，1986年3月14日—），印度男導演、編劇及製片人，主要在考萊塢工作。他以詩選電影《阿瓦爾》（2016年）中執導的一章短片開啟事業，長片導演處女作為《神鬼大都會》（2017年）。在編導的《機關槍囚徒》（2019年）獲得成功後，洛克希打造了以打擊毒販為主題的洛克希電影宇宙（LCU）。2021年帶來了維杰主演的《麻辣教授》，該片被業界視為泰米爾納德邦戲院業在COVID-19期間的救世作。

## 早年
洛克希·卡納賈拉吉生於泰米尔纳德邦哥印拜陀縣基纳图卡达武。他在PSG藝術與科學學院主修時尚科技，然後攻讀工商管理碩士（MBA）。曾在卡利亞普拉姆帕拉尼亞馬數理高級中學（Palanayiammal Matric Hr. Sec. School Kalliyapuram）接受教育。洛克希曾在銀行上班，透過參加企業短片競賽來追求對電影製作的熱情；比賽的評審是電影人卡錫克·蘇布拉，對洛克希的短片印象深刻，並鼓勵他從事電影導演業。

## 作品列表
| 年份 | 標題                 | 職位                   | 附註                     |
| ---- | -------------------- | ---------------------- | ------------------------ |
| 2016 | 《阿瓦爾》           | 導演                   | 章節：〈卡蘭〉（Kalam）       |
| 2017 | 《神鬼大都會》       | 導演、編劇             |                          |
| 2019 | 《機關槍囚徒》       | 導演、編劇             |                          |
| 2021 | 《麻辣教授》         | 導演、對白、編劇、演員 | 角色：「囚犯」（客串）   |
| 2022 | 《考萊塢之硬漢任務》 | 導演、編劇             |                          |
| 2023 | 《波拉》             | 故事原作、執行製片人   |                          |
| 2023 | 《孟買卡》           | 故事原作               |                          |
| 2023 | 《啡常火拼》         | 導演、編劇             |                          |
| 2023 | 《搏擊俱樂部》       | 監製                   |                          |
| 2024 | 《新加坡沙龍》       | 演員                   | 角色：「他自己」（客串） |
| 2025 | 《往蚀》             | 導演、編劇             |                          |
| TBA  | 《賓士》（Benz）         | 故事、監製             |                          |
| TBA  | 《LCU：第零章》（LCU: Chapter Zero）  | 導演、監製、編劇       | 短片                     |
| TBA  | 《巴拉斯先生》（Mr. Bhaarath）   | 監製                   |                          |

## 外部連結
- 洛克希·卡納賈拉吉在互联网电影资料库（IMDb）上的資料（英文）